# Dogma y Razón
Dogma y Razón fue una revista integrista editada entre 1887 y 1890 en la ciudad española de Barcelona, durante la llamada Restauración. Entre 1892 y 1894 publicó una segunda época.

## Historia

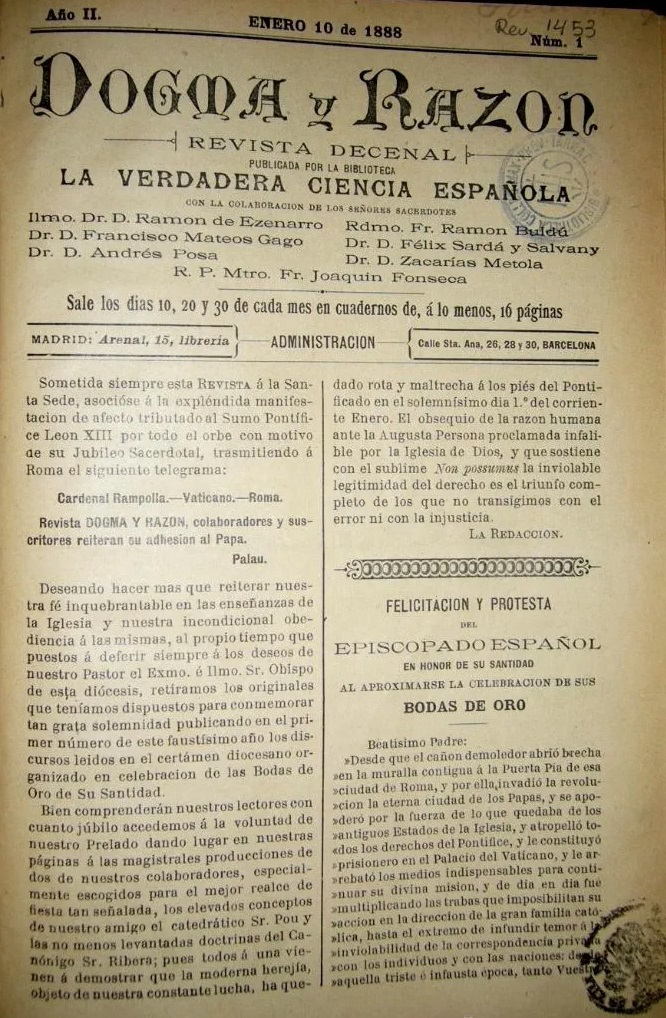
Dogma y Razón (10-1-1888)

Considerada en cierto modo como continuadora de La Verdadera Ciencia Española, apareció el 10 de enero de 1887. Estaba dirigida por el canónigo barcelonés José de Palau y Huguet, y contaba con la colaboración de los sacerdotes Ramón de Ezenarro, Francisco Mateos Gago, Andrés Posa, Fray Ramón Buldú, Félix Sardá, Zacarías Metola y Juan María Solá, muy significados todos por sus ideas integristas.
Inicialmente adherida al carlismo, Dogma y Razón fue expulsada de esta comunión política el 6 de julio de 1888 debido a la postura que adoptó, alentada e inspirada por Sardá. El padre Buldú se separó entonces de la redacción, por no estar conforme con dicha posición.
La revista, en la que escribía la flor y nata de la intelectualidad integrista, suscribió en agosto de 1888 la manifestación de la prensa tradicionalista de Burgos que dio origen al Partido Integrista bajo el liderazgo de Ramón Nocedal.
Desapareció en 1890, pero en diciembre de 1892 inició una segunda época que duró hasta 1894.